# Duncan Robinson
Duncan McBryde Robinson (York, 22 aprile 1994) è un cestista statunitense.

## Primi anni
Robinson è nato a York, nel Maine, da Elisabeth e Jeffrey Robinson come minore dei loro tre figli (dopo la sorella Marta ed il fratello Eli). Il padre Jeffrey, alto 183 cm, aveva giocato per una stagione nei Maine Black Bears, la squadra di basket maschile dell'Università del Maine. Robinson crebbe nella città di New Castle, nel New Hampshire, dove la sua classe alla Maude H. Trefethen Elementary School era composta da appena quattro studenti. In seguito ha frequentato la Rye Junior High School per poi scegliere la prestigiosa Governor's Academy in Massachusetts, la più antica scuola privata degli Stati Uniti, in luogo della scuola pubblica di New Castle, che sarebbe stata la Portsmouth High School.
Robinson, alto 170 cm, cominciò la sua prima stagione da point guard per la Governor's Academy nel 2008, ma cominciò a giocare parecchi minuti solo dal secondo anno. Nei suoi primi anni si allenava per ore al tiro, fino a 1.600 tiri realizzati alla settimana. Durante il suo secondo anno, Robinson cominciò a lavorare con coach Noah LaRoche. Dopo Natale, iniziò a vedere per sé un futuro nel mondo della pallacanestro, benché al momento fosse ancora un giocatore che usciva dalla panchina. Dopo aver chiuso il suo anno da "senior" a 18,5 punti a partita, venne scelto nel primo quintetto 2012 dell'All-New England Preparatory School Athletic Council Class B e dell'Independent School League Team. Si è diplomato con un voto di 3.55 G.P.A.
Dopo l'ultimo anno di superiori, nella speranza di ricevere una borsa di studio da un college di Division I, fece un anno post-diploma ad un'altra prestigiosa scuola privata, la Phillips Exeter Academy giocando nel circuito dell'Amateur Athletic Union (AAU) con il Middlesex Magic di Michael Crotty Jr., contribuendo per altro a vincere il Basketball National HOF Championship. Crotty era stato due volte All-American con il Williams College, point guard per una squadra che nel 2003 vinse il titolo di NCAA Division III (finalista nel 2004). Alla fine della scuola Robinson era alto 198 cm e pesava 79,4 kg. A fine estate era diventato 203 cm per 88,5 kg.
Nell'ultimo fine settimana di settembre 2012, il Williams College di Division III fece un'offerta che Robinson accettò immediatamente. All'epoca il Williams era la migliore università di arti liberali di tutti gli Stati Uniti, secondo il U.S. News & World Report, mentre in campo sportivo la squadra di pallacanestro era una delle più forti in Division III, con un record di 93-22 nelle precedenti quattro stagioni sotto la guida di coach Mike Maker. Nel 2013, Robinson condusse la Phillips Exeter Academy alla sua prima vittoria nel NEPSAC Class A il 10 marzo con una prestazione in finale da MVP contro Choate Rosemary Hall da 24 punti e 10 rimbalzi. Exeter finì la stagione con 28 vittorie ed una sola sconfitta. Ciò nonostante, l'unica borsa di studio che gli venne offerta provenne dal Merrimack College, un college di Division II., pur avendo avuto degli interessamenti da college di Division I come Brown University e Columbia University nonché da Bates and Amherst di Division III.

## Carriera universitaria

### Williams College
Alla vigilia dell'esordio stagionale del 15 novembre 2013 contro Southern Vermont College, Williams College era data come terza in Division III nei pronostici. Robinson fu la prima ed unica matricola che coach Maker schierò da titolare nei suoi sei anni di guida a Williams. Robinson chiuse la stagione 2013–14 venendo nominato per due volte New England Small College Athletic Conference (NESCAC) Player of the Week durante la stagione regolare. Williams arrivò alle finali di Division III ma perse 75-73 contro University of Wisconsin–Whitewater con Robinson che segnò 17 punti. Williams aveva toccato il +1 con 4.9 secondi da giocare ma Wisconsin, anziché chiamare time-out, fece una rimessa veloce e riuscì a segnare il canestro della vittoria. Robinson aveva segnato 30 punti in semifinale contro gli acerrimi rivali dell'Amherst College, che aveva sconfitto Williams nei precedenti tre incontri stagionali. Williams terminò la stagione con un record di 28-5 record. Robinson guidò la squadra in minuti giocati (record dell'università con 1.110), punti segnati(548), tiri da tre punti realizzati (81-179), percentuale da tre punti (45,3%), percentuale ai tiri liberi (87,8%), stoppate (36) e palle recuperate (36). Chiuse con una media di 17,1 punti, 6,5 rimbalzi e 34,7 minuti a gara, venendo così nominato NESCAC Rookie of the Year e finendo nel secondo quintetto All-NESCAC. Robinson fu la prima matricola di Williams ad essere nominato All-American (nel quarto quintetto), primo D3Hoops.com National Rookie of the Year, prima matricola NCAA All-Tournament Team e prima matricola a segnare più di 500 punti.
Al termine della stagione 2013-14, Maker lasciò Williams per diventare capo allenatore di Marist College. Robinson fu immediatamente contattato da college di diverse conference: ACC, Big 12, Big Ten, Pac-12, Atlantic 10, Ivy League, Patriot League ed American East. Tra questi c'erano Creighton, Boston College e Providence. Dopo l'ottima annata da matricola, Robinson aveva deciso che avrebbe lasciato Williams solo per andare in un programma vincente in un'istituzione accademica d'élite. Robinson aveva giocato contro Nik Stauskas al NEPSAC ed era rimasto impressionato di come l'allenatore di Michigan, John Beilein, avesse sviluppato un giocatore "sottoreclutato" come Stauskas fino a farlo diventare una scelta al primo giro nel Draft NBA 2014.  Maker era stato assistente di Beilein a West Virginia dal 2005 al 2007. Sia ad Exeter che a Williams Robinson aveva giocato in sistemi che erano molto simili a quelli che usava Beilein a Michigan. Robinson chiese a Maker di contattare Beilein: una settimana dopo, dopo aver visto i video, Beilein disse che Michigan stava valutando di offrirgli una borsa di studio sportiva. Robinson programmò una visita a Michigan ed Davidson, appena passata all'Atlantic 10. Ma dopo aver visitato Michigan Robinson si impegnò con questo college. Annunciò la sua decisione su Twitter il 6 agosto 2014.

### University of Michigan

#### Secondo anno
Secondo alcune fonti, Robinson è stato il primo giocatore a trasferirsi da un'università di Division III ad una di Division I con una borsa di studio sportiva. Durante la stagione NCAA 2014-2015 Robinson per regolamento dovette restare inattivo ("redshirt"), il che implicava che poteva allenarsi con la squadra ma non poteva partecipare alle partite. In un allenamento del dicembre 2014, con l'assistente allenatore Jeff Meyer a passargli la palla, Robinson batté il record di tiri da tre segnati dell'università di Michigan (cinque minuti, un pallone solo, un rimbalzista-passatore) segnandone 78 e superando di tre canestri il precedente record di Stauskas.
Nella seconda gara della stagione 2015-16, Robinson realizzò 19 punti con 5/5 da 3 e 1/1 da 2 contro Elon. Il 12 dicembre Michigan sconfisse Delaware State 80-33 in una gara in cui Robinson fece la sua prima partenza in quintetto, chiudendo con 11 punti e 3/5 da 3. Al tempo, Robinson era terzo in tutto il paese per percentuale da 3 punti, sebbene si debba considerare che ogni fonte ha diversi parametri di eleggibilità (ad esempio BigTen.org richiede almeno un canestro realizzato a partita mentre NCAA.org richiede almeno 2,5 canestri segnati a partita di media). Il 23 dicembre Robinson eguagliò il suo record in carriera di assist (già toccato due volte a Williams) con sei contro Bryant: la partita fu la sua nona consecutiva in cui realizzò almeno tre canestri da 3 punti. Robinson iniziò le gare di conference della Big Ten come miglior tiratore da 3 punti e nella prima settimana di gare si confermò leader della Big Ten Conference sia in tiri da 3 realizzati (52) che in percentuale da 3 punti (56,5%). Nella sentita sfida contro i rivali di Michigan State del 6 febbraio 2016 Robinson, leader di conference in canestri da 3 realizzati e nella percentuale nel tiro da 3, chiuse con 0/3 dalla lunga distanza: dopo la gara d'esordio, fu la prima volta dopo 22 gare consecutive che Robinson non segnò nemmeno un canestro da 3.

#### Terzo anno

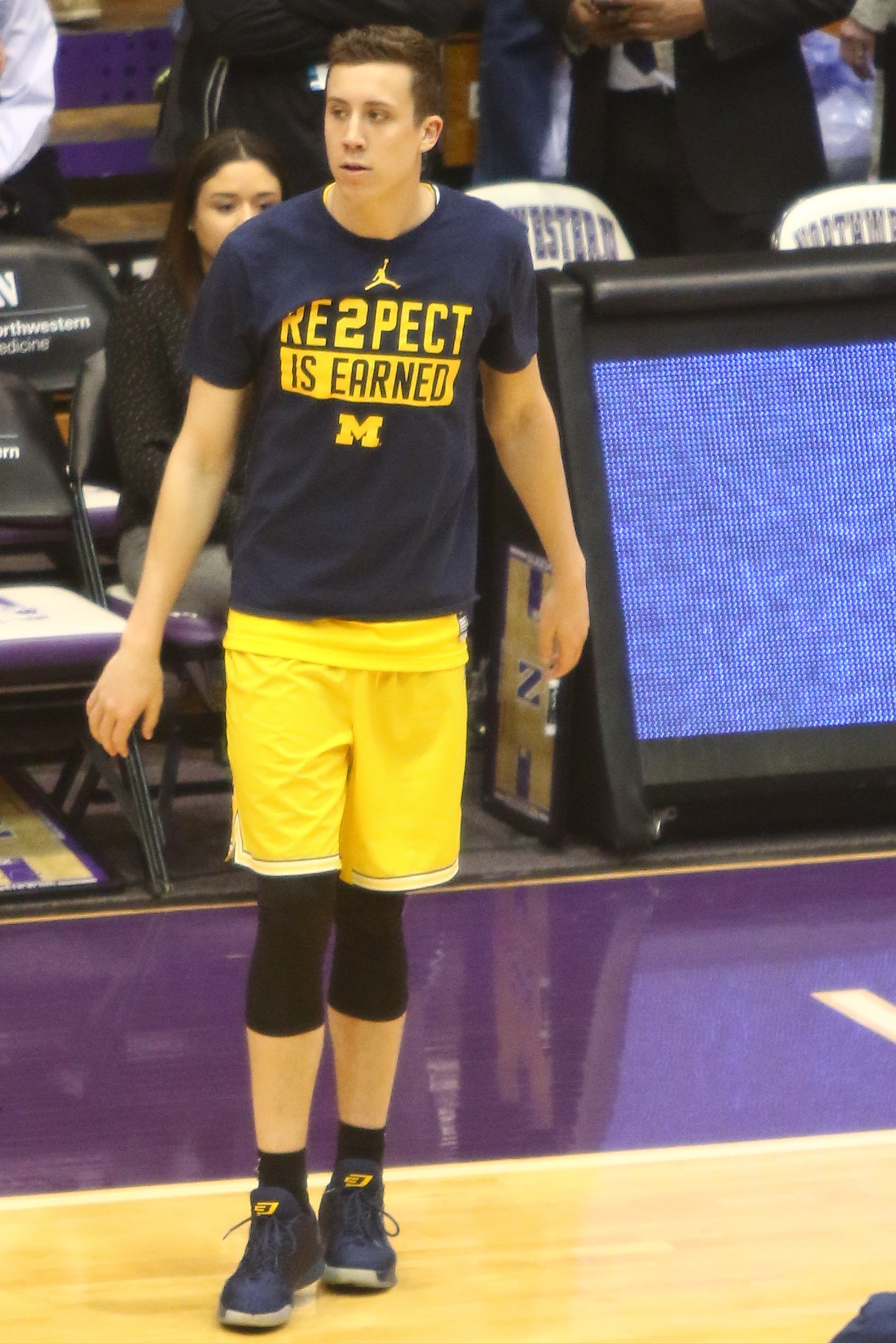
Robinson nel 2017 con la maglia dei Michigan Wolverines

La stagione successiva molti giocatori lasciarono la squadra: Caris LeVert si laureò, Aubrey Dawkins si trasferì a Central Florida, Kameron Chatman annunciò la sua intenzione di andarsene. Robinson non partì mai in quintetto se non in una partita il 17 dicembre contro Maryland Eastern Shore per un errore di compilazione del referto a inizio gara. Verso la fine della stagione cominciò a produrre The Dak and Dunc Show podcast insieme al compagno di squadra Andrew Dakich per WCBN-FM Sports, disponibile su iTunes. La squadra vinse il torneo della Big Ten e raggiunse gli ottavi di finale del torneo NCAA.

#### Quarto anno

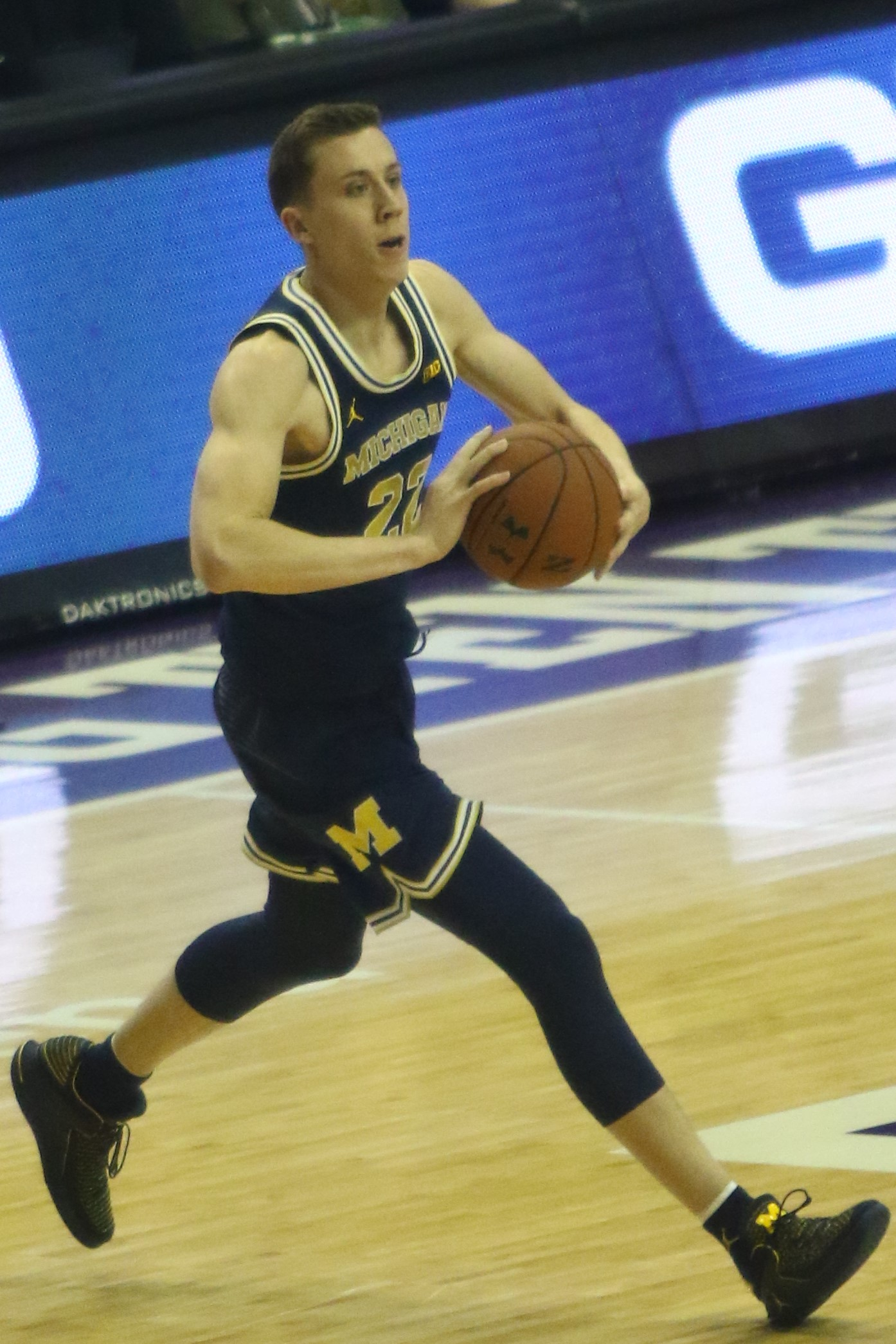
Robinson nel 2018, sempre con i Michigan

Robinson cominciò la sua stagione da senior realizzando 21 punti contro North Florida il 17 novembre 2017. Il 14 febbraio 2018 Robinson segnò 18 punti con sei canestri da 3 punti nella vittoria 74-59 su Iowa: con questi sei canestri da 3 punti, Robinson superò Zack Novak al sesto posto dei realizzatori da 3 punti di tutti i tempi di Michigan (215). Al termine della stagione regolare della Big Ten, Robinson fu votato dagli allenatori come "sesto uomo dell'anno" della conference. Nel torneo della Big Ten Robinson raggiunse la soglia dei 1.000 punti realizzati (nei quarti di finale contro Nebraska). Robinson chiuse con 11 punti di media nelle quattro gare disputate, contribuendo alla vittoria del torneo. Michigan arrivò fino in fondo al torneo NCAA, venendo sconfitta in finale da Villanova. Robinson divenne il primo giocatore nella storia a giocare sia una finale di NCAA Division I che di NCAA Division III. Chiuse il suo triennio a Michigan con 237 canestri da 3 realizzati (con il 41,9% di media), quarto di tutti i tempi nella storia dell'ateneo.

## La carriera da professionista

### Miami Heat (2018-oggi)

#### Stagione 2018-19
Robinson non fu scelto nel Draft NBA 2018 ma ottenne un contratto con i Miami Heat per disputare con loro la NBA Summer League. Dopo cinque gare chiuse alla media di 12,4 punti e 2,4 rimbalzi con il 58% dal campo, incluso un 63% da tre punti (17/27), il 10 luglio 2018 firmò un contratto con gli Heat e con l'affiliata Sioux Falls Skyforce. In estate partecipò al The Basketball Tournament 2018, un torneo a 72 squadre, con i "Big X", una squadra composta da ex giocatori della Big Ten.
Nonostante il training camp degli Heat iniziasse formalmente solo il 25 settembre, Robinson declinò l'invito di partecipare alla selezione della G-League con la quale tra il 6 ed il 17 settembre gli Stati Uniti disputarono le gare di qualificazioni ai Mondiali 2019, così da poter partecipare invece agli allenamenti di sviluppo informali degli Heat. Gli Heat cominciarono la stagione con quattro infortunati (Wayne Ellington, Justise Winslow, James Johnson e Dion Waiters) così che Robinson e Yante Maten andarono a referto nella prima gara del 15 ottobre. Gli Heat cominciarono la stagione con 14 giocatori sotto contratto. Quando cominciarono i training camp della G-League il 22 ottobre, Robinson rimase con gli Heat. Fece il suo debutto NBA nella quarta gara della stagione, il 24 ottobre contro i New York Knicks, chiudendo con tre punti e quattro rimbalzi in 10 minuti. Robinson fu il primo giocatore di Division III a giocare nella NBA dai tempi di Devean George. Alla prima gara dei Sioux Falls il 2 novembre segnò invece 15 punti nella vittoria per 112–101 contro Fort Wayne Mad Ants. Segnò cinque punti nella sua prima partenza in quintetto in NBA, il 25 febbraio 2019 contro i Phoenix Suns. Robinson fu eletto nel terzo quintetto dell'All-NBA G-League del 2019 dopo aver chiuso con 21,4 punti di media, il 51,4% al tiro ed il 48,3% al tiro da 3, oltre a 4,3 rimbalzi e 3 assist in 33 partite, che il 9 aprile 2019 significarono una conversione automatica del suo contratto in un biennale standard. Il giorno successivo Robinson chiuse la stagione con la sua prima doppia cifra in NBA, 15 punti contro i Brooklyn Nets.

#### Stagione 2019-20
Nell'estate 2019 il contratto di Robinson divenne un garantito da un milione di dollari con la possibilità di salire a 1,4 milioni in caso di permanenza nel roster almeno fino a metà stagione. Robinson si presentò ai nastri della stagione 2019-20 con 6,8 kg di massa in più. Il 27 ottobre, con Jimmy Butler fuori per infortunio, Robinson registrò il massimo in carriera con 21 contro i Minnesota Timberwolves. Massimo che ritoccò il 3 novembre segnando 23 punti con 7/11 da 3 contro gli Houston Rockets. Il 20 novembre Robinson segnò un nuovo massimo in carriera con 29 punti contro i Cleveland Cavaliers guidati dal suo ex allenatore di college, John Beilein, stabilendo il record di franchigia con sette canestri da 3 segnati in un quarto e otto in un tempo. Il 1º dicembre Robinson registrò una doppia-doppia da 10 punti e 10 rimbalzi contro i Brooklyn Nets. Il 10 dicembre segnò il nuovo massimo in carriera con 34 punti, realizzando 10 canestri da 3 ed eguagliando il record di franchigia, in una vittoria 135-121 ai supplementari contro gli Atlanta Hawks. A seguito di questa prestazione, il Wall Street Journal definì Robinson "il giocatore più improbabile dell'NBA" nonché "uno dei migliori tiratori del pianeta" in un articolo del 13 dicembre 2019.
All'All Star Game 2020 partecipò alla gara nel tiro da 3 punti. Con gli 8 canestri (8/14) segnati nella sconfitta 110-104 con i New Orleans Pelicans toccò le 233 triple segnate in stagione (con ancora 19 gare da giocare), superando Wayne Ellington (227) per il record di canestri da 3 segnati in una stagione da un giocatore dei Miami Heat, il record di Damon Jones (225) di canestri da 3 punti realizzati in una singola stagione da un giocatore non scelto ed il record di Kyle Korver (226) di canestri da 3 punti segnati in una singola stagione da un giocatore al primo o secondo anno. L'8 marzo inoltre raggiunse Rafer Alston per il maggior numero di partite consecutive con almeno un canestro da 3 punti (49), nonché il record di George McCloud per il maggior incremento di canestri fatti da 3 punti rispetto alla stagione precedente(+223). Sempre l'8 marzo Robinson prese il suo primo fallo tecnico a seguito di un alterco con il suo ex compagno di stanza Mo Wagner. Robinson ha infranto altri due record: percentuale di tiri da 3 tentati sul totale dei tiri (88,3% contro il recordo di 82,7% di Wayne Ellington con almeno 400 tentativi) e minor numero di tiri da 2 tentati (P.J. Tucker, 136, minimo 2400 minuti giocati).  Il 20 agosto Robinson ha eguagliato inoltre il record di canestri da 3 punti in una gara di playoff, segnandone 7 in gara-2 del primo turno.

## Statistiche

### NCAA

#### Division III
| Anno      | Squadra          | PG | PT | MP   | TC%  | 3P%  | TL%  | RP  | AP  | PRP | SP  | PP   |
| --------- | ---------------- | -- | -- | ---- | ---- | ---- | ---- | --- | --- | --- | --- | ---- |
| 2013-2014 | Williams College | 32 | 31 | 34,7 | 55,7 | 45,3 | 87,8 | 6,5 | 1,8 | 1,1 | 1,2 | 17,1 |
| Carriera  | Carriera         | 32 | 31 | 34,7 | 55,7 | 45,3 | 87,8 | 6,5 | 1,8 | 1,1 | 1,2 | 17,1 |

#### Division I
| Anno      | Squadra             | PG  | PT | MP   | TC%  | 3P%  | TL%  | RP  | AP  | PRP | SP  | PP   |
| --------- | ------------------- | --- | -- | ---- | ---- | ---- | ---- | --- | --- | --- | --- | ---- |
| 2015-2016 | Michigan Wolverines | 36  | 27 | 28,9 | 45,7 | 45,0 | 88,6 | 3,5 | 1,8 | 0,6 | 0,2 | 11,2 |
| 2016-2017 | Michigan Wolverines | 38  | 3  | 20,1 | 47,0 | 42,4 | 78,1 | 1,7 | 0,9 | 0,4 | 0,2 | 7,7  |
| 2017-2018 | Michigan Wolverines | 41  | 19 | 25,8 | 44,0 | 38,4 | 89,1 | 2,4 | 1,1 | 0,7 | 0,4 | 9,2  |
| Carriera  | Carriera            | 115 | 49 | 24,9 | 45,5 | 41,9 | 86,4 | 2,5 | 1,2 | 0,6 | 0,3 | 9,3  |

#### Massimi in carriera
Statistiche riguardanti solo gli anni in Division I
- Massimo di punti: 21 (3 volte)[91]
- Massimo di rimbalzi: 11 vs Tulsa (16 marzo 2016)
- Massimo di assist: 6 (2 volte)
- Massimo di palle rubate: 4 (2 volte)
- Massimo di stoppate: 3 vs Pennsylvania State (21 febbraio 2018)
- Massimo di minuti giocati: 39 vs Nebraska-Lincoln (23 gennaio 2016)

### NBA

#### Regular Season
| Anno      | Squadra    | PG  | PT  | MP   | TC%  | 3P%  | TL%  | RP  | AP  | PRP | SP  | PP   |
| --------- | ---------- | --- | --- | ---- | ---- | ---- | ---- | --- | --- | --- | --- | ---- |
| 2018-2019 | Miami Heat | 15  | 1   | 10,7 | 39,1 | 28,4 | 66,7 | 1,3 | 0,3 | 0,3 | 0,0 | 3,3  |
| 2019-2020 | Miami Heat | 73  | 68  | 29,7 | 47,0 | 44,6 | 93,1 | 3,2 | 1,4 | 0,5 | 0,3 | 13,5 |
| 2020-2021 | Miami Heat | 72  | 72  | 31,4 | 43,9 | 40,8 | 82,7 | 3,5 | 1,8 | 0,6 | 0,3 | 13,1 |
| 2021-2022 | Miami Heat | 79  | 68  | 25,9 | 39,9 | 37,2 | 83,6 | 2,6 | 1,6 | 0,5 | 0,2 | 10,9 |
| 2022-2023 | Miami Heat | 42  | 1   | 16,5 | 37,1 | 32,8 | 90,6 | 1,6 | 1,1 | 0,3 | 0,0 | 6,4  |
| 2023-2024 | Miami Heat | 68  | 36  | 28,0 | 45,0 | 39,5 | 88,9 | 2,5 | 2,8 | 0,7 | 0,2 | 12,9 |
| 2024-2025 | Miami Heat | 74  | 37  | 24,1 | 43,7 | 39,3 | 88,7 | 2,3 | 2,4 | 0,5 | 0,1 | 11,0 |
| Carriera  | Carriera   | 423 | 283 | 26,0 | 43,4 | 39,7 | 87,4 | 2,6 | 1,8 | 0,5 | 0,2 | 11,3 |

#### Play-off
| Anno     | Squadra    | PG | PT | MP   | TC%  | 3P%  | TL%  | RP  | AP  | PRP | SP  | PP   |
| -------- | ---------- | -- | -- | ---- | ---- | ---- | ---- | --- | --- | --- | --- | ---- |
| 2020     | Miami Heat | 21 | 21 | 28,6 | 42,6 | 39,7 | 86,8 | 2,8 | 1,8 | 0,7 | 0,3 | 11,7 |
| 2021     | Miami Heat | 4  | 4  | 25,0 | 37,9 | 37,0 | 90,0 | 2,8 | 0,8 | 0,8 | 0,0 | 10,3 |
| 2022     | Miami Heat | 13 | 0  | 12,3 | 43,9 | 38,3 | 83,3 | 1,8 | 0,4 | 0,3 | 0,1 | 5,6  |
| 2023     | Miami Heat | 23 | 1  | 18,2 | 47,5 | 44,2 | 87,5 | 1,5 | 1,7 | 0,3 | 0,1 | 9,0  |
| 2024     | Miami Heat | 5  | 0  | 12,0 | 31,3 | 23,1 | -    | 1,0 | 1,2 | 0,4 | 0,0 | 2,6  |
| 2025     | Miami Heat | 4  | 0  | 14,8 | 35,7 | 33,3 | 75,0 | 1,0 | 0,3 | 0,0 | 0,0 | 4,3  |
| Carriera | Carriera   | 70 | 26 | 19,9 | 43,6 | 39,9 | 86,4 | 1,9 | 1,3 | 0,4 | 0,1 | 8,5  |

#### Massimi in carriera
- Massimo di punti: 34 vs Atlanta Hawks (10 dicembre 2019)[92]
- Massimo di rimbalzi: 10 (2 volte)
- Massimo di assist: 9 vs Boston Celtics (25 maggio 2023)
- Massimo di palle rubate: 3 (9 volte)
- Massimo di stoppate: 2 (7 volte)
- Massimo di minuti giocati: 46 vs Philadelphia 76ers (12 gennaio 2021)

#### Record NBA
- Giocatore più veloce (numero di partite) a raggiungere 200, 300, 400, 500, 600, 700, 800, 900 e 1000 triple realizzate

### G League
| Anno      | Squadra           | PG | PT | MP   | TC%  | 3P%  | TL%  | RP  | AP  | PRP | SP  | PP   |
| --------- | ----------------- | -- | -- | ---- | ---- | ---- | ---- | --- | --- | --- | --- | ---- |
| 2018-2019 | S. Falls Skyforce | 33 | 33 | 36,9 | 51,4 | 48,3 | 80,3 | 4,3 | 3,0 | 1,0 | 0,2 | 21,4 |
| Carriera  | Carriera          | 33 | 33 | 36,9 | 51,4 | 48,3 | 80,3 | 4,3 | 3,0 | 1,0 | 0,2 | 21,4 |